# Вест-Чатем (Массачусетс)
Вест-Чатем (англ. West Chatham) — переписна місцевість (CDP) в США, в окрузі Барнстебел штату Массачусетс. Населення — 1619 осіб (2020).

## Географія
Вест-Чатем розташований за координатами 41°40′54″ пн. ш. 69°59′34″ зх. д. / 41.68167° пн. ш. 69.99278° зх. д. (41.681607, -69.992856).  За даними Бюро перепису населення США в 2010 році переписна місцевість мала площу 8,49 км², з яких 7,47 км² — суходіл та 1,02 км² — водойми.

## Демографія
Згідно з переписом 2010 року, у переписній місцевості мешкало 1410 осіб у 699 домогосподарствах у складі 406 родин. Густота населення становила 166 осіб/км².  Було 1856 помешкань (219/км²).
Расовий склад населення:
| - 96,2 % — білих - 1,8 % — чорних або афроамериканців - 0,6 % — азіатів - 0,1 % — корінних американців |

До двох чи більше рас належало 0,8 %. Частка іспаномовних становила 2,3 % від усіх жителів.
За віковим діапазоном населення розподілялося таким чином: 13,9 % — особи молодші 18 років, 54,6 % — особи у віці 18—64 років, 31,5 % — особи у віці 65 років та старші. Медіана віку мешканця становила 56,1 року. На 100 осіб жіночої статі у переписній місцевості припадало 95,6 чоловіків;  на 100 жінок у віці від 18 років та старших — 94,6 чоловіків також старших 18 років.
Середній дохід на одне домашнє господарство  становив 84 557 доларів США (медіана — 76 042), а середній дохід на одну сім'ю — 101 509 доларів (медіана — 93 750). За межею бідності перебувало 11,8 % осіб, у тому числі 17,4 % дітей у віці до 18 років та 5,3 % осіб у віці 65 років та старших.
Цивільне працевлаштоване населення становило 649 осіб. Основні галузі зайнятості: будівництво — 19,3 %, освіта, охорона здоров'я та соціальна допомога — 18,0 %, роздрібна торгівля — 14,8 %.